# Nils Rosen von Rosenstein
Nils Rosén von Rosenstein (Sexdrega, 11 febbraio 1706 – Uppsala, 16 luglio 1773) è stato un medico svedese.
Egli è considerato il  fondatore della pediatria moderna, infatti la sua opera Trattato sulle malattie dei bambini è collocata dagli studiosi al vertice della letteratura pediatrica.

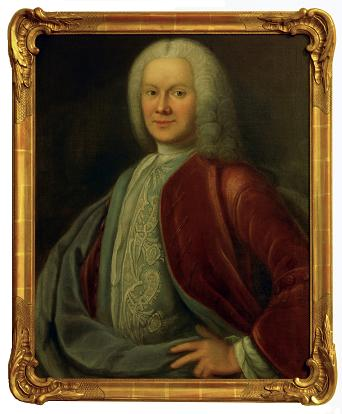
Ritratto di Lorenz Pasch.

## Biografia

### Infanzia e studi giovanili
Nils Rosén von Rosenstein nasce  a Sexdrega, un piccolo paese della contea di Västergötland, in Svezia. Secondogenito di Erik Rosenius  e  Anna Wekander, frequenta fin  dall'età di dodici anni, una scuola privata gestita direttamente dal padre. Dopo aver concluso gli studi liceali a Göteborg, nel 1723 si iscrive all'Università di Lund, dove per volontà del padre, inizia a studiare Teologia, ma ben presto  si rende conto di voler intraprendere gli studi medici.
Nel 1725 si trasferisce  a Stoccolma, dove lavora come educatore per una famiglia che è in contatto con i più  importanti medici e chirurghi della capitale. Qui coltiva molti interessi; infatti  frequenta  lezioni di fisica sperimentale, traduce  molti scritti  della letteratura Francese e Tedesca, e arricchisce  con idee innovative le correnti di pensiero contemporanee in Medicina, Filosofia e Scienze.

### Carriera universitaria
Nel 1728  Rosenstein diventa  assistente del professore Olof Rudbeck alla facoltà di medicina dell'Università di Uppsala. Tra il 1729 e 1731 inizia a viaggiare per frequentare  le varie università Europee, e si ferma soprattutto in Germania, Svizzera, Francia, e Paesi Bassi. Proprio in questi anni, migliora le proprie conoscenze sulla pratica medica e grazie al suo lavoro De historiis morborum rite consignandis riceve  nei Paesi Bassi la laurea in medicina, che a quel tempo non era possibile conseguire in Svezia. Nel 1731 ritorna in Svezia e si stabilisce definitivamente  ad  Uppsala, dove pubblica  un trattato anatomico in svedese dal titolo: Compendium anatomicum (1736-38) e  grazie al quale,  nel 1740 viene  nominato professore di medicina della stessa Università. In questi anni  le responsabilità di Rosenstein aumentano, infatti inizia ad  occuparsi di Fisiologia, Anatomia e Patologia oltre che della direzione dell'Ospedale universitario.
In questo periodo risente molto dell'influenza di  Herman Boerhaave, considerato il fondatore dell'insegnamento clinico ospedaliero, le cui teorie giungono in Svezia nei primi anni del XVIII secolo. Nel 1746  Rosenstein pubblica un'opera in svedese dal titolo: Tal, om en Opartisk och Fornuftig Medici fornamsta  Goromal, (Discutere, in modo imparziale e ragionevole sui principali compiti dei medici),  nella quale si evidenzia l'influenza del medico olandese, ma anche un approccio sistematico e razionale nei confronti della medicina, fortemente basato sullo studio dell'anatomia; infatti da questo momento in poi, egli inizia a tenere lezioni pubbliche di dissezione su cadaveri umani ed animali per gli studenti di medicina, affinché anche questi ultimi apprendano tali pratiche mediche.
Nel 1756 si dimette, lasciando il suo posto al figlio. Da allora  vive  per lo più a Stoccolma come medico della famiglia reale, rimanendo comunque legato con scambi di corrispondenza e di studi, ai più famosi scienziati del suo tempo, tra i quali in particolare Albrecht von Haller. A quel tempo egli viene considerato il medico più eminente  della città, tanto che la regina lo nomina cavaliere.

## Trattato sulle malattie dei bambini
La più importante e influente opera di Rosenstein  è il Trattato sulle malattie dei bambini, (1764) nel quale egli sottolinea le cure generali, alimentari ed igieniche infantili, con  numerosi  riferimenti alla letteratura contemporanea. L'opera  è formata  da  una serie di articoli pubblicati dall'Accademia Reale Svedese delle Scienze e scritti per promuovere una maggiore attenzione sui bisogni dei bambini, problematica  urgente in quanto i dati raccolti su base nazionale dagli uffici statistici,  registrano in quegli anni, un alto tasso di mortalità infantile.  Nel 1764 l'Accademia Reale Svedese delle Scienze pubblica questi articoli in volumi separati, cosicché si possano diffondere facilmente in gran parte delle città europee; L'opera viene  scritta  in modo comprensibile per far sì che anche  la persona media del tempo possa leggerla e comprenderne i contenuti.

### Alimentazione
Rosenstein è particolarmente interessato all'alimentazione infantile, infatti a questo dedica un intero capitolo, in cui sono presenti  suggerimenti per le giovani madri ed informazioni su come l'allattamento al seno sia importante per  la salute di un bambino; egli è stato uno strenuo difensore dell'allattamento materno tanto da parlarne così:
Tuttavia molto spesso, per le madri sorgono ragionevoli impedimenti, che rendono necessario il ricorso alla balia o al latte animale, il Rosenstein le addita così:
In questi casi è opportuno avere  una buona nutrice, con eccellenti qualità caratteriali,  ma soprattutto provvista di un latte buono e sufficiente. Il regime di vita  della balia è quello tradizionale, indicato dai pediatri del tempo e consiste: vita all'aperto, moto, lavoro moderato e piacevole, alimentazione sostanziosa ma non troppo abbondante; Riguardo alle “passioni amorose”  Rosenstein è decisamente severo infatti afferma:
Nel caso in cui invece la madre muoia a causa del parto, o sia gravemente inferma, o si dimostri incapace di nutrirlo col proprio latte o, non abbia i mezzi per sostenere le spese della balia, si ricorre all'allattamento artificiale come estremo tentativo per salvare il bambino. 
Ma quasi nulla vi è nei trattati del Settecento sul modo di praticarlo; tra i più autorevoli vi è proprio il testo di Rosenstein, il quale dedica all'allattamento artificiale non un capitolo, ma un brevissimo paragrafo, il seguente:
Egli inoltre nell'opera  consiglia  che i cibi dei bambini debbano essere coperti per evitare il contatto con gli insetti, insieme ad altre precauzioni igieniche. Egli è uno dei primi che cerca  di descrivere con precisione la cura per la scarlattina, pertosse, diarrea, morbillo e altre malattie.  
L'ultima edizione svedese del suo libro  viene pubblicata, nel 1851 e già allora esistevano almeno 25 edizioni pubblicate in otto lingue diverse tra cui tedesco (1776), francese (1778) ed inglese (1776). Tutt'oggi quest'opera è considerata uno dei primi testi  moderni di pediatria.

## Opere
- De Historiis Morborum Conscribendis (Paesi Bassi 1730)
- Compendium Anatomicum (Uppsala, 1736-38)
- Tal, om en Opartisk och Fornuftig Medici fornamsta Goromal, (Discutere, in modo imparziale e ragionevole sui principali compiti dei medici), (Stoccolma, 1746)
- Underrattelser om Barnsjukdomar och deras Bote-medel (Stoccolma 1764), traduzione italiana: "Trattato sulle malattie dei bambini" con note aggiunte da G. B. Palletta (Milano, 1783)